# Coccophagus baldassarii
Coccophagus baldassarii är en stekelart som beskrevs av Compere 1931. Coccophagus baldassarii ingår i släktet Coccophagus och familjen växtlussteklar.
Artens utbredningsområde är Eritrea. Inga underarter finns listade i Catalogue of Life.